# Solanum campylacanthum
Solanum campylacanthum är en potatisväxtart som beskrevs av Ferdinand von Hochstetter och Achille Richard. Solanum campylacanthum ingår i släktet skattor som ingår i familjen potatisväxter. Inga underarter finns listade i Catalogue of Life.